# 가도카와 일본 지명 대사전
《가도카와 일본 지명 대사전(角川日本地名大辞典)》은 가도카와 쇼텐이 출판힌 일본의 지명 사전이다.
1991년 마이니치 출판문화상 특별상을 수상했다.

## 서적판
일본의 47개 각 도도부현 별로 한 권씩(홋카이도와 교토부만 상하 두 권) 준비하고, 별권 2권을 더해 전 49권으로 이루어져 있다. 출판년도는 1978년부터 1990년까지이다.
1. 홋카이도
  - 상권1987년 ISBN 4-04-001011-6
  - 하권 1987년 ISBN 4-04-001012-4
2. 아오모리현 1985년 ISBN 4-04-001020-5
3. 이와테현 1985년 ISBN 4-04-001030-2
4. 미야기현 1979년 ISBN 4-04-001040-X
5. 아키타현 1980년 ISBN 4-04-001050-7
6. 야마가타현 1981년 ISBN 4-04-001060-4
7. 후쿠시마현 1981년 ISBN 4-04-001070-1
8. 이바라키현 1983년 ISBN 4-04-001080-9
9. 도치기현 1984년 ISBN 4-04-001090-6
10. 군마현 1988년 ISBN 4-04-001100-7
11. 사이타마현 1980년 ISBN 4-04-001110-4
12. 지바현 1984년 ISBN 4-04-001120-1
13. 도쿄도 1978년 ISBN 4-04-001130-9
14. 가나가와현 1984년 ISBN 4-04-001140-6
15. 니가타현 1989년 ISBN 4-04-001150-3
16. 도야마현 1979년 ISBN 4-04-001160-0
17. 이시카와현 1981년 ISBN 4-04-001170-8
18. 후쿠이현 1989년 ISBN 4-04-001180-5
19. 야마나시현 1984년 ISBN 4-04-001190-2
20. 나가노현 1990년 ISBN 4-04-001200-3
21. 기후현 1980년 ISBN 4-04-001210-0
22. 시즈오카현 1982년 ISBN 4-04-001220-8
23. 아이치현 1989년 ISBN 4-04-001230-5
24. 미에현 1983년 ISBN 4-04-001240-2
25. 시가현 1979년 ISBN 4-04-001250-X
26. 교토부
  - 상권 1982년 ISBN 4-04-001261-5
  - 하권 1982년 ISBN 4-04-001262-3
27. 오사카부 1983년 ISBN 4-04-001270-4
28. 효고현 1988년 ISBN 4-04-001280-1
29. 나라현 1990년 ISBN 4-04-001290-9
30. 와카야마현 1985년 ISBN 4-04-001300-X
31. 돗토리현 1982년 ISBN 4-04-001310-7
32. 시마네현 1979년 ISBN 4-04-001320-4
33. 오카야마현 1989년 ISBN 4-04-001330-1
34. 히로시마현 1987년 ISBN 4-04-001340-9
35. 야마구치현 1988년 ISBN 4-04-001350-6
36. 도쿠시마현 1986년 ISBN 4-04-001360-3
37. 가가와현 1985년 ISBN 4-04-001370-0
38. 에히메현 1981년 ISBN 4-04-001380-8
39. 고치현 1986년 ISBN 4-04-001390-5
40. 후쿠오카현 1988년 ISBN 4-04-001400-6
41. 사가현 1982년 ISBN 4-04-001410-3
42. 나가사키현 1987년 ISBN 4-04-001420-0
43. 구마모토현 1987년 ISBN 4-04-001430-8
44. 오이타현 1980년 ISBN 4-04-001440-5
45. 미야자키현 1986년 ISBN 4-04-001450-2
46. 가고시마현 1983년 ISBN 4-04-001460-X
47. 오키나와현 1986년 ISBN 4-04-001470-7

- 별권1 일본 지명 자료 집성 1990년 ISBN 4-04-001480-4
- 별권2 일본 지명 총람 1990년 ISBN 4-04-001490-1

## CD-ROM/DVD-ROM판
《가도카와 일본 지명 대사전》의 각 권의 지명편을 CD-ROM에 수록한 것으로 총 항목은 약 25만 5천 건이다. 2002년 발매되었다. ISBN 4049081075.
신판 가도카와 일본 지명 대사전 DVD-ROM판
2011년 11월, 헤이세이 대합병에 대응하여 DVD-ROM판이 발매되었다. 항목 수는 약 25만 건이다.

## 온라인판

### JLogos
주식회사 에어가 휴대전화 전용 사이트인 JLogos에 이식했다. 2009년 4월 30일부터 공개되었다.

### Japan Knowledge
주식회사 인터넷 어드밴스가 운영하는 온라인 사전 사이트 "재팬 날리지"에 《신판 가도카와 일본 지명 대사전 DVD-ROM판》을 바탕으로 2018년 4월 1일 공개되었다. 하지만 법인 계약의 추가 콘텐츠로 제공되고 있어, 개인적으로는 이용할 수 없다.